# Kristina Guiurova
Kristina Guiurova (en búlgaro, Кристина Гюрова) es una ex gimnasta búlgara nacida en Sofía el 17 de febrero de 1959.

## Trayectoria
Destacó en la gimnasia rítmica mundial de fines de la década de los años 70. 
En el campeonato del mundo de Múnich de 1977 obtuvo la medalla de bronce en el concurso completo, así como en la final de aro, además de un cuarto puesto en pelota y dos quintos puestos, en cinta y en cuerda.
En el campeonato de Europa de 1978 de Madrid obtuvo dos medallas de bronce: en la final de cuerda y en la de pelota, además de un séptimo puesto en el concurso completo.
En 1979, en el campeonato del mundo celebrado en Londres, fue quinta en el concurso completo, medalla de oro en la final de cuerda, de plata en la de cinta y cuarta en la final de mazas.
Tras su retirada se trasladó a vivir a Italia. Allí nació su hija Julieta Cantaluppi. Kristina ejerció como entrenadora de su hija, que también ha competido en gimnasia rítmica, tanto en campeonatos nacionales como internacionales y también en los Juegos Olímpicos de Londres 2012, representando a Italia.